# بطولة العالم لكرة اليد للرجال 1974
أقيمت بطولة العالم لكرة اليد للرجال 1974 في ألمانيا الشرقية عام 1974م.

## الترتيب النهائي
1. رومانيا
2. ألمانيا الشرقية
3. يوغوسلافيا
4. بولندا
5. الاتحاد السوفيتي
6. تشيكوسلوفاكيا
7. المجر
8. الدنمارك
9. ألمانيا الغربية
10. السويد
11. بلغاريا
12. اليابان
13. إسبانيا
14. آيسلندا
15. الجزائر
16. الولايات المتحدة